# Philipp Schrangl
Philipp Schrangl (* 14. März 1985 in Linz, Oberösterreich) ist ein österreichischer Politiker (FPÖ) und Notariatskandidat. Schrangl war von Oktober 2013 bis Oktober 2024 Abgeordneter zum österreichischen Nationalrat.

## Ausbildung und Beruf
Philipp Schrangl besuchte zunächst die Europaschule Linz sowie das Gymnasium Kollegium Aloisianum. Nach der Matura versah er von 2003 bis 2004 den Präsenzdienst beim Bundesheer.
2004 begann Schrangl das Studium der Rechts- und Politikwissenschaften an der Universität Wien, das er 2012 mit der Sponsion zum Magister iuris beendete. Nach zwei Monaten Studienaufenthalt in den USA im Jahr 2012 begann Schrangl das Doktoratsstudium an der Universität Linz. Seit 2013 ist er als Notariatskandidat in einer Notariatskanzlei tätig.
Schrangl ist Alter Herr der pennal-conservativen Verbindung Ostmark zu Linz und der Akademischen Burschenschaft Öberösterreicher Germanen in Wien.

## Politischer Werdegang
Schrangl trat im Jahr 2000, seinem 15. Lebensjahr, dem Ring Freiheitlicher Jugend (RFJ), der Jugendorganisation der FPÖ, bei. Seit 2004 ist er Mitglied im Ring Freiheitlicher Studenten (RFS). 2009 folgte seine Wahl in den Bundesparteivorstand seiner Partei.
2010, nach der Landtags- und Gemeinderatswahl in Wien 2010, bei der die FPÖ deutliche Stimmenzuwächse verbuchen konnte, zog Schrangl als einer von fünf Abgeordneten in die Bezirksvertretung des 18. Wiener Gemeindebezirks Währing ein. Dieses Amt übte er bis zu seiner Vereidigung als Nationalratsabgeordneter nach der Nationalratswahl 2013 aus.